# Пшерадз-Новий
Пшерадз-Новий (пол. Przeradz Nowy) — село в Польщі, у гміні Лютоцин Журомінського повіту Мазовецького воєводства.
Населення — 118 осіб (2011).
У 1975-1998 роках село належало до Цехановського воєводства.

## Демографія
Демографічна структура станом на 31 березня 2011 року:
|          | Загалом | Допрацездатний вік | Працездатний вік | Постпрацездатний вік |
| -------- | ------- | ------------------ | ---------------- | -------------------- |
| Чоловіки | 63      | 14                 | 36               | 13                   |
| Жінки    | 55      | 12                 | 32               | 11                   |
| Разом    | 118     | 26                 | 68               | 24                   |